# Евалд фон Масов
Евалд Роберт Валентин фон Масов е германски генерал-майор и групенфюрер. По време на Балканските войни е командирован в генералния щаб на Българската армия. Юрист по образование.
Принадлежи към известното померанско благородно семейство Масов. Той е най-големият син на пруския генерал от кавалерията и председател на Военния съд на Райха – Роберт фон Масов. Военната му кариера започва с участие в потушаването на боксерското въстание. От 1911 г. е офицер в германския имперски генерален щаб.
След като НСДАП поема властта е назначен начело на Германската служба за академичен обмен (Deutschen Akademischen Austauschdienstes; DAAD). Поради връзката му с България, и академична деятелност, е отличен за доктор хонорис кауза на Софийския университет през май 1939 г., по случай 50-годишния юбилей на Университета.  Умира от сърдечна недостатъчност в разгара на Втората световна война.